# Kultura chudoby

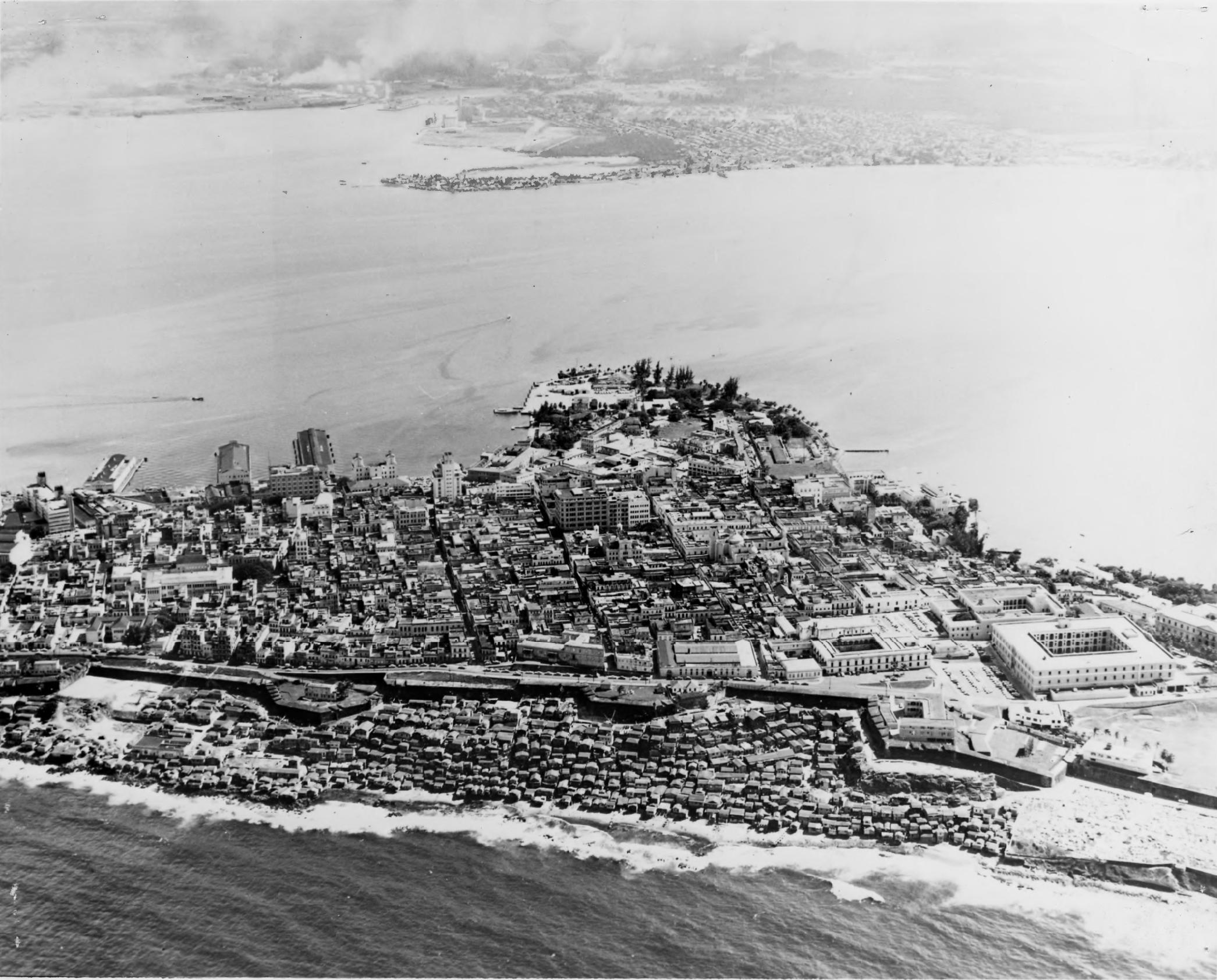
Historický starý San Juan na jednom z menších portorických ostrovů, v popředí před hradbami čtvrť La Perla (letecký snímek z roku 1952)

Kultura chudoby je v sociální teorii specifická kultura lidí ve slumech s jasnými charakteristickými rysy. Pojem poprvé použil americký antropolog Oscar Lewis (1914 - 1970) v 60. letech 20. století. Oscar Lewis popsal kulturu chudoby jako specifický konceptuální model, který popisuje subkulturu západní společnosti, jež má vlastní strukturu a vnitřní logiku a vlastní způsob života, předávaný v rodinách z generace na generaci. Výzkum Oscara Lewise spočíval v hledání vzorců chování chudých lidí, které by podpořily jeho teorii, že tito lidé tvoří oddělenou kulturu.
Objektem jeho zkoumání bylo sto portorických rodin žijících ve slumu La Perla a slumu ve čtvrti Santurce portorické metropole San Juan a pro srovnání padesát rodin portorických imigrantů v New Yorku. Oscar Lewis byl kvůli teorii o kultuře chudoby jak podporován, tak kritizován. Podle jiných antropologů nebyly jeho výzkumné metody dostatečně vědecké. Mezi jeho kritiky patří například profesorka Judith nebo lingvista Charles Valentine.

## Výzkum
První článek, který Oscar Lewis o kultuře chudoby napsal, vyšel v říjnu 1966. Lewis v něm píše, co ho vedlo k výzkumu v oblasti chudoby. Důležité je si uvědomit, jaký pohled mají lidé na chudobu. Dle Lewise existují dvě názorově odlišné skupiny. Jedna zastává názor, že schopnosti chudých lidí jsou přehlíženy a oni jsou ve skutečnosti upřímní a poctiví lidé. Druhá skupina věří, že chudoba má na lidi negativní vliv, a proto je třeba jim pomáhat (nejen finančně). Hlavním nedostatkem obou těchto názorů je tendence zaměřovat se pouze na jednotlivce, nikoliv na celou komunitu slumu.
Lewisův výzkum tedy spočíval v hledání vzorců chování jednotlivců a rodin žijících pod hranicí chudoby, podle tehdejších měřítek s příjmem menším než 3000 USD za rok. Výzkum srovnává zdánlivě odlišné sociální skupiny, a to obyvatele slumů v Mexiku, Portoriku a jejich příbuzné ve Spojených státech, konkrétně v New Yorku, s afroamerickými rodinami žijícími v USA pod hranicí chudoby.
Výzkum samotný spočíval ve vyplňování řady testů a hloubkových rozhovorů, ze kterých potom Oscar Lewis vyvodil základní rysy kultury chudoby. Rysy rozdělil do čtyř základních skupin: vztah mezi subkulturou a většinovou společností; charakter slumového společenství; typ rodiny; postoje, hodnoty a povahové vlastnosti jednotlivců.
Mezi některé z rysů kultury chudoby patří například:
- Neangažovanost ve významných společenských institucích (lidé nenavštěvují banky, nemocnice, muzea či obchodní domy).
- Specifická ekonomika – lidé toho moc nevlastní, nemají téměř žádné úspory.
- Častá absence manželského svazku – volné vztahy, matka často přebírá autoritativní funkci.
- Nízká úroveň organizace – vznikají pouze gangy.
- Předčasné dospívání – období dětství je velice krátké, sourozenci mezi sebou často soupeří, neznají mateřskou lásku.
- Lidé často trpí pocitem bezmoci, méněcennosti, sami sebe neumějí zařadit na správné místo ve slumovém společenství, myslí pouze na současnost.

Lewis ve článku později uvažuje nad tím, proč se v socialistických státech tehdejší východní Evropy, ani v kastovní společnosti Indie kultura chudoby nevyskytuje. Jako klíč k vymýcení kultury chudoby v rozvojových státech pak Oscar Lewis vidí transformaci společnosti a přerozdělení jejího bohatství skze činnost sociálních hnutí, které svou ornou půdu v kultuře chudoby nacházejí, spíše než přes revoluce a státní převraty, neboť kultura chudoby se do jisté míry vyznačuje i apatií, co se týče víry ve změnu. Revolucím se ale podle Lewise často mimoděk podaří odstranit některé základní prvky kultury chudoby, a to dokonce i tehdy, když se jim nepodaří odstranit kulturu samotnou.

## Reakce
Lewisův článek byl v druhé polovině šedesátých let dvacátého století přijat velmi rozporuplně a pojem kultura chudoby, jehož je tvůrcem, je díky své popularizaci dodnes je předmětem debat. Už od jeho vzniku v šedesátých letech se jeho kritici snaží poukazovat na to, že se reálná data s Lewisovou představou kultury chudoby značně rozcházejí. Antropoložka Carol Stack vydala v roce 1974 kritiku, která teorii nazývá fatalistickou a poukazuje na to, že kultura chudoby spíše slouží zájmům bohatých, než aby popisovala problémy chudých.
Další důvody kritiky se liší. Někteří neschvalují Lewisův postup během výzkumu, především to, že rodina je zde hlavním středem zájmu. Jiní poukázali na nejasnost v samotném vymezení pojmu. Nebylo jim jasné, zda se jedná se o kulturu, nebo pouze o subkulturu. Kulturou chudoby se ve svém díle Tři Sociální Světy zabývá i český politolog Jan Keller, který sleduje její postupný vývoj a pozměňování.
Od pozdních devadesátých let sice kultura chudoby zaznamenala okamžiky znovuzrození, většina akademiků ji však dnes kvůli jejímu pojetí chudoby jako neměnného statického jevu odmítá.